# Nipaecoccus agathidis
Nipaecoccus agathidis är en insektsart som beskrevs av Williams 1985. Nipaecoccus agathidis ingår i släktet Nipaecoccus och familjen ullsköldlöss. Inga underarter finns listade i Catalogue of Life.